# 广东木荷
广东木荷（学名：Schima kwangtungensis）为山茶科木荷属下的一个种。

## 扩展阅读
- 維基物種上的相關：广东木荷